# Historia Malty pod wpływem Królestwa Sycylii
Malta od 1130 roku - wraz z  obszarem całej wyspy Sycylii, południowej części Półwyspu Apenińskiego z Neapolem - formalnie wchodziła w skład Królestwa Sycylii, jednak znajdowała się pod ich wpływem już od 1091 roku, gdy Roger I, normański hrabia Sycylii po całkowitym odbiciu z rąk muzułmanów Emiratu Sycylii przejął również wpływy nad Maltą.
W latach 1266–1283 w posiadaniu Andegawenów, przepędzonych przez flotę aragońską. W 1479 r. Malta i Sycylia formalnie przeszły pod władzę Korony Aragonii, wydany w 1492 r. Edykt z Alhambry zmusił wszystkich Żydów do opuszczenia wysp maltańskich.
W czasach, gdy Malta była częścią Królestwa Sycylii, najbardziej prestiżowymi językami na wyspach maltańskich były łacina i język sycylijski. Rodzimy, dopiero wówczas powstający język maltański był przede wszystkim językiem mówionym, używanym przez zwykłych ludzi, nie był używany w kontaktach oficjalnych.

## Atak Normanów na Maltę w 1091

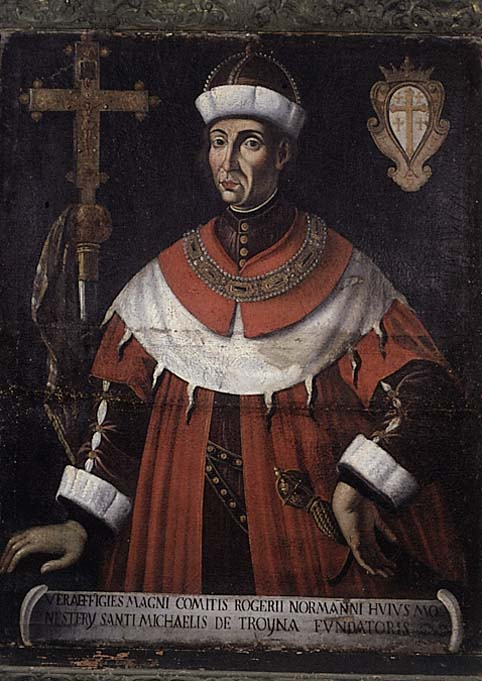
Roger I, hrabia Sycylii

Flota normańska dowodzona przez hrabiego Rogera I opuściła przylądek Scalambri na Sycylii w czerwcu lub w lipcu 1091 roku, w ciągu dwóch dni docierając na Maltę. W tym czasie Malta była zamieszkana głównie przez muzułmanów, którzy w połowie XI wieku zasilili wyludnioną wyspę po ataku Aghlabidów w 870 roku.
Dzień po przybyciu na wyspę Malta, Roger I i jego armia pomaszerowali do stolicy Mediny, dokonując jej oblężenia. Władca miasta i jego mieszkańcy mieli być przerażeni widokiem najeźdźczej armii i poprosili o spotkanie z normandzkim hrabią w celu omówienia warunków pokoju. Uwolnili wszystkich chrześcijańskich jeńców, a Normanom przekazali konie, muły, całą posiadaną broń i pewną sumę pieniędzy. Zgodzili się również złożyć Rogerowi I przysięgę lojalności i płacić coroczną daninę. Wracając na Sycylię, Normanowie po drodze najechali i złupili Gozo, drugą z maltańskich wysp.
We współczesnej historiografii inwazja normańska jest postrzegana przez niektórych autorów jako niewiele więcej niż razzia (rajd, najazd), a nie jako próba rozpoczęcia trwałej okupacji wysp.

## Ustanowienie chrześcijańskich rządów
Do ustanowienia chrześcijańskich rządów na Malcie doszło dopiero po kolejnej inwazji, dokonanej w 1127 r. przez syna hrabiego Rogera I, króla Sycylii Rogera II. Wówczas na Maltę przybyli chrześcijańscy osadnicy, w tym kupcy i duchowni, a na wyspie ustanowiono sycylijską administrację i garnizon. Języki przybyszów połączyły się z sykulo-arabskim używanym przez ludność muzułmańską, ostatecznie ewoluując w język maltański. Napływ nowej ludności po inwazji z 1127 doprowadził do chrystianizacji Malty, chociaż islam przetrwał na wyspach maltańskich do około 1250 roku.

## Malta jako hrabstwo
W 1192 król Sycylii Tankred z Lecce mianował Margarytusa z Brindisi, wielkiego admirała królestwa, pierwszym hrabią Malty, dając mu wyspy Malta i Gozo jako lenno, prawdopodobnie jako nagrodę za jego nieoczekiwany sukces w schwytaniu Konstancji, pretendentki do tronu. W 1194 cesarz rzymski Henryk VI, mąż Konstancji, podbił Królestwo Sycylii, przez co Margarytus z Brindisi utracił lenno, mimo tego Malta pozostała dalej hrabstwem.
Populacja wysp maltańskich rosła bardzo szybko, głównie z powodu imigracji z południowych Włoch (głównie z Sycylii i Kalabrii). W 1223 r. na Maltę wygnano całą męską populację włoskiego miasta Celano. Coraz popularniejsze było również osadnictwo na Malcie rodów szlacheckich z Sycylii.

## Wielka bitwa morska koło Malty w 1283
8 lipca 1283 r. przy wejściu do Wielkiego Portu miała miejsce bitwa morska, w trakcie której flota aragońska pod dowództwem Rogera z Laurii pokonała flotę andegaweńską dowodzoną przez prowansalskich admirałów Wilhelma Cornuta i Bartłomieja Bonvina.

## Oblężenie Malty przez Saracenów w 1429
W 1429 roku, gdy wyspy maltańskie były już całkowicie schrystianizowane i trzy lata po tym, gdy wyzwoliły się od zależności feudalnej doszło do nieudanej próby przejęcia Malty przez hafsydzkich Saracenów. Najeźdźcy zostali odparci, lecz wielu Maltańczyków zostało zabitych lub wziętych do niewoli.
Pomimo że najazd ten jest mniej znany niż podobne wydarzenie w 1565 roku, niektórzy historycy twierdzą, że oblężenie w 1429 roku było gorsze, gdyż Maltańczycy walczyli sami, bez żadnej pomocy z zewnątrz. Podczas oblężenia około 3 000 mieszkańców Malty zostało schwytanych i wziętych do niewoli, wielu innych zostało zabitych.
Przez następne lata władcy Sycylii zachęcali mieszkańców do emigracji na Maltę, aby zwiększyć populację wysp maltańskich. Oblężenie z 1429 r. na tyle mocno zdewastowało Maltę, że efekty były wciąż widoczne mimo upływu wielu lat.